# Michael Jackson (pisarz)
Michael James Jackson (ur. 27 marca 1942 w Wetherby, zm. 30 sierpnia 2007 w Londynie) – brytyjski dziennikarz, krytyk literacki i pisarz.
Ekspert w zakresie degustacji piwa i whisky oraz autor licznych książek, z których niektóre weszły do kanonu literatury piwowarskiej. W 1994 roku otrzymał nagrodę Glenfiddich Trophy. Jako krytyk piwny Jackson w znacznym stopniu przyczynił się do usystematyzowania stylów piwnych. Szczególnie jego dzieło The World Guide to Beer wyznaczyło standardy opisu i oceny piw. Ze względu na liczne krytyczne opisy piw dorobił się przydomka Beerhunter, czyli łowca piw. Określany też był ze względu na rozległą wiedzę jako papież piwowarstwa.

## Publikacje
w języku polskim
- Przegląd gatunków (Michael Jackson's Pocket Guide to Beer). Wydawnictwo Pascal, Bielsko-Biała 1994 ISBN 83-85412-42-5
- Tyskie vademecum piwa (The Tyskie Beer Compendium). Wydawnictwo Muza, Warszawa 2007 ISBN 978-83-7495-347-4
- Piwo Kolekcja Wiedzy I Życia. Wydawnictwo Hachette Polska, Warszawa 2009 ISBN 978-83-7575-626-5